# Vélodrome Jean-Bouin
Ne doit pas être confondu avec Stade Vélodrome.
Le vélodrome Jean-Bouin est un vélodrome de la ville de Marseille (Bouches-du-Rhône) en activité au début du XXe siècle.
Il est nommé en hommage à l'athlète marseillais Jean Bouin.
Muni d'une piste de 333,33 mètres, ce vélodrome à ciel ouvert accueille les Six jours de Marseille de 1928 à 1933.
Plusieurs étapes du Tour de France cycliste se concluent au vélodrome Jean-Bouin durant l'entre-deux-guerres, parmi lesquelles la 11e étape du Tour 1928, la 12e étape du Tour 1930, la 12e étape du Tour 1931 et la 11e étape du Tour 1938.
La construction du stade Vélodrome en 1937 entraîne la désaffectation du vélodrome Jean-Bouin.